# Format akademii
Format akademii – format obrazu kinowego o proporcjach 1,37:1 i klatce filmowej o wysokości czterech otworów perforacji, który w 1932 został uznany za standardowy przez Amerykańską Akademię Sztuki i Wiedzy Filmowej. Pomimo standaryzacji w 1932 format ten był wykorzystywany jako jeden z wielu już od 1928.
Pierwsze filmy nieme nagrywano na taśmie filmowej 35 mm w formacie obrazu o stosunku boków 1,37:1 wykorzystując całą powierzchnię klatki pomiędzy perforacjami.
Klatki obrazu miały wysokość czterech otworów perforacji 22 mm × 16 mm (0,866 cala × 0,630 cala), która to była pochodną wprowadzonej przez Thomasa Edisona na początku ery kinematografii klatki filmowej o proporcjach 1,33:1 i wymiarach 24,89 mm × 18,67 mm (0,980 cala × 0,735 cala). Ze względu na maksymalne wykorzystanie powierzchni taśmy na obraz linie pomiędzy kolejnymi klatkami były bardzo cienkie. Po wprowadzeniu filmów dźwiękowych z zapisem ścieżki audio na taśmie filmowej w latach 20. powierzchnia klatki uległa zmniejszeniu. Pierwszy zapis optyczny na taśmie filmowej zastosowała wytwórnia Fox, która umieściła ją na pasku między perforacją a obrazem. Wykorzystanie części klatki przeznaczonej na obraz spowodowało zmianę proporcji obrazu do około 1,19:1 co znacznie pogorszyło komfort oglądania filmów, oraz powodowało problemy z wyświetlaniem w kinach z przystosowanymi do poprzedniego formatu obrazu ekranami. Dlatego Amerykańska Akademia Sztuki i Wiedzy Filmowej próbując rozwiązać ten problem postanowiła powrócić do poprzedniego formatu obrazu (stąd nazwa formatu akademii). Ze względu na zredukowanie szerokości klatki, w celu zachowania odpowiednich proporcji konieczne było zmniejszenie również wysokości obrazu na klatce, co spowodowało pogrubienie linii międzyklatkowej. Grubsza linia oddzielająca klatki miała też swoje zalety, ponieważ pozwoliła skuteczniej maskować miejsca klejenia przerwanej taśmy. Rzeczywisty format zaproponowany przez Akademię to 1,375:1 ale zazwyczaj upraszcza się go do 1,37:1.
Praktycznie wszystkie filmy, które powstały w latach 1932 – 1952 były kręcone w formacie akademii, ale ze względu na wprowadzenie formatów szerokoekranowych w latach 50. stał się on przestarzały w zastosowaniach produkcyjnych. W ciągu kilku lat wszystkie główne wytwórnie filmowe zaczęły wykorzystywać maskowanie obrazu filmów wyprodukowanych z wykorzystaniem optyki sferycznej do proporcji panoramicznych, takich jak 1,66:1, 1,75:1 i 1,85:1. Ostatni z nich jest wciąż wykorzystywany wraz z anamorfotycznym 2,39:1.
Do końca lat 70. proporcje obrazu zmieniano jeszcze dwa razy najpierw 2,35:1 a później 2,40:1, a format akademii stracił na znaczeniu jako kinowy i był używany głównie w telewizji. Powierzchnia obrazu telewizyjnego jest nieco mniejsza niż wynika z proporcji formatu akademii i wynosi 1,33:1 (21 mm × 16 mm lub 0,816 cala × 0,612 cala). Format akademii nadal posiada proporcje 1,37:1, chociaż ze względu na wykorzystanie w telewizji często błędnie podaje się 1,33:1.
Współcześnie (2007) w kinematografii rzadko wykorzystuje się format obrazu 1,37:1, choć czasami znajduje on zastosowanie np. w filmie Słoń Gusa Van Santa.